# Steilhänge der Saar
Steilhänge der Saar este o arie protejată (sit de importanță comunitară — SCI, arie de protecție specială avifaunistică — SPA) din Germania întinsă pe o suprafață de 1.108 ha, integral pe uscat.

## Localizare
Centrul sitului Steilhänge der Saar este situat la coordonatele 49°30′32″N 6°34′12″E / 49.5089°N 6.57°E.

## Înființare
Situl Steilhänge der Saar a fost declarat arie de protecție specială avifaunistică în octombrie 2000.

## Biodiversitate
Situată în ecoregiunea continentală, aria protejată conține 8 habitate naturale: Pajiști uscate europene, Grohotișuri silicioase medio-europene, la altitudine înaltă, Pante stâncoase silicioase cu vegetație casmofită, Roci stâncoase cu vegetație pionieră de Sedo-Scleranthion sau Sedo albi-Veronicion dillenii, Păduri de fag Luzulo-Fagetum, Păduri de stejar sau de stejar și carpen sub-atlantice și medio-europene de Carpinion betuli, Păduri pe pante, grohotișuri și ravene de Tilio-Acerion, Păduri aluvionare cu Alnus glutinosa și Fraxinus excelsior (Alno-Padion, Alnion incanae, Salicion albae).
La baza desemnării sitului se află mai multe specii protejate:
- plante (1): Trichomanes speciosum
- păsări (23): uliu porumbar (Accipiter gentilis gentilis), uliu păsărar (Accipiter nisus nisus), minunița (Aegolius funereus), pescăruș albastru (Alcedo atthis), Ardea cinerea cinerea, buha (Bubo bubo), porumbel de scorbură (Columba oenas), cuc (Cuculus canorus), ciocănitoarea de stejar (Dendrocopos medius), ciocănitoare pestriță mică (Dendrocopos minor), ciocănitoare neagră (Dryocopus martius), Falco peregrinus peregrinus, muscar-gulerat (Ficedula albicollis), muscar negru (Ficedula hypoleuca), sfrâncioc roșiatic (Lanius collurio), gaia roșie (Milvus milvus), alunar (Nucifraga caryocatactes), vultur pescar (Pandion haliaetus), pitulice sfârâitoare (Phylloscopus sibilatrix), ciocănitoare verzuie (Picus canus), Podiceps cristatus cristatus, sitar de pădure (Scolopax rusticola), turturică (Streptopelia turtur)
- mamifere (3): liliac cârn (Barbastella barbastellus), liliac cu urechi mari (Myotis bechsteinii), liliac comun (Myotis myotis)
- nevertebrate (4): Austropotamobius torrentium, fluturele-tigru (Callimorpha quadripunctaria), Limoniscus violaceus, rădașcă (Lucanus cervus)
- pești (1): zglăvoacă (Cottus gobio)

Pe lângă speciile protejate, pe teritoriul sitului au mai fost identificate 59 de specii de plante, 2 specii de păsări, 7 specii de mamifere, 41 de specii de nevertebrate, 2 specii de reptile.